# Suaeda monoica
Suaeda monoica är en amarantväxtart som beskrevs av Peter Forsskål och Johann Friedrich Gmelin. Suaeda monoica ingår i släktet saltörter, och familjen amarantväxter. Inga underarter finns listade i Catalogue of Life.